# Resolució 1082 del Consell de Seguretat de les Nacions Unides
La Resolució 1082 del Consell de Seguretat de les Nacions Unides fou adoptada el 27 de novembre de 1996. Després de recordar les anteriors resolucions, incloses les 1046 (1996) i 1058 (1996) el Consell va estendre el mandat de la Força de Desplegament Preventiu de les Nacions Unides (UNPREDEP) a la República de Macedònia fins al 31 de maig de 1997 i va reduir la seva grandària.
Es va assenyalar que la UNPREDEP havia tingut un paper important en el manteniment de la pau i l'estabilitat a Macedònia. La situació de seguretat ha continuat millorant, però l'estabilitat i la pau a l'antiga República Federal Socialista de Iugoslàvia encara no s'han aconseguit. S'espera que continuïn els esdeveniments positius i que la mida de la UNPREDEP es retragués encara més. Les relacions de Macedònia amb els països veïns han millorat i es va arribar a un acord amb la República Federal de Iugoslàvia (Sèrbia i Montenegro) sobre la demarcació fronterera de la seva frontera comuna.
Al prorrogar el mandat de la UNPREDEP fins al 31 de maig de 1997, el Consell també va assenyalar la reducció del seu component militar a 300 abans del 30 d'abril de 1997, amb la finalitat de concloure el seu mandat quan ho permetin les circumstàncies. Es va instar a tots els Estats membres que consideressin positivament les sol·licituds del Secretari General de les Nacions Unides per demanar assistència a la UNPREDEP, demanant al Secretari General que informés al Consell abans del 15 d'abril de 1997 sobre recomanacions per al futur de la presència internacional a Macedònia.
Rússia es va abstenir.